# Образ (информация)
О́браз объе́кта — воспроизведение объекта, информация о нём или его описание, структурно сходное, но не совпадающее с ним.

## Свойства образа
1. является результатом отображения объекта на носитель (хранение, память);
2. является продуктом мысли, объектом информации;
3. подобен (в некоторых аспектах) отображаемому объекту;
4. не имеет некоторых физических характеристик изображённого объекта (например, предмет натюрморта, невозможно попробовать на вкус);
5. имеет физические характеристики носителя (памяти), хранящей образ (носитель может быть физически уничтожен);

## Типы
1. По способу и носителю отображения:
  - визуальный[1] (изображение — то что выглядит как объект, но объектом не является: фотография, голография);
    - частный случай: картина (художественное изображение некоторого явления, например натюрморт);

  - аудиальный (музыка);
  - вещественный (скульптура);
  - словесный[2], см.: литература;
  - ментальный[3]; к ментальным образам некоторые психологи относят не только образы представления, но и «образы восприятия»: 
    - образ восприятия — результат непосредственного восприятия при помощи органов чувств индивида существующих объектов или явлений;
    - образ представления — результат психической деятельности индивида, полученный на основе «образов», непосредственно воспринятых с помощью органов чувств[4];

  - сенсорный[5]: тактильный[6], вкусовой, запаховый[7];
  - информационный[8], в виде информации, привязанной к материальному носителю, применяемой в информационных технологиях, компьютерах;
    - аналоговый;
    - цифровой (дигитальный[9]);
      - векторный, например векторная графика;
      - растровый, например растровая графика;

    - символьный (знаковый[10]), например ноты, знаки дорожного движения и т. п.
2. По сложности и количеству информации: простой и сложный[источник не указан 3641 день].